# Цех (производство)
Цех — производственное помещение, здание или отдельное сооружение, оснащённое различными установками например: техническими газами, водой, электричеством, природным газом, вакуумом, вентиляцией, транспортной системой и т. д., то есть технической системой, станками, машинами, другим оборудованием, производственное подразделение заводов, выполняющее определённую функцию или выпускающее определённую категорию продукции. Реже — небольшое самостоятельное производственное предприятие.
Цех должен обеспечить безопасность сотрудников (охрана труда) и способность эффективно производить данное изделие. Условия труда в Цехе должны обеспечивать качественное выполнение процессов.

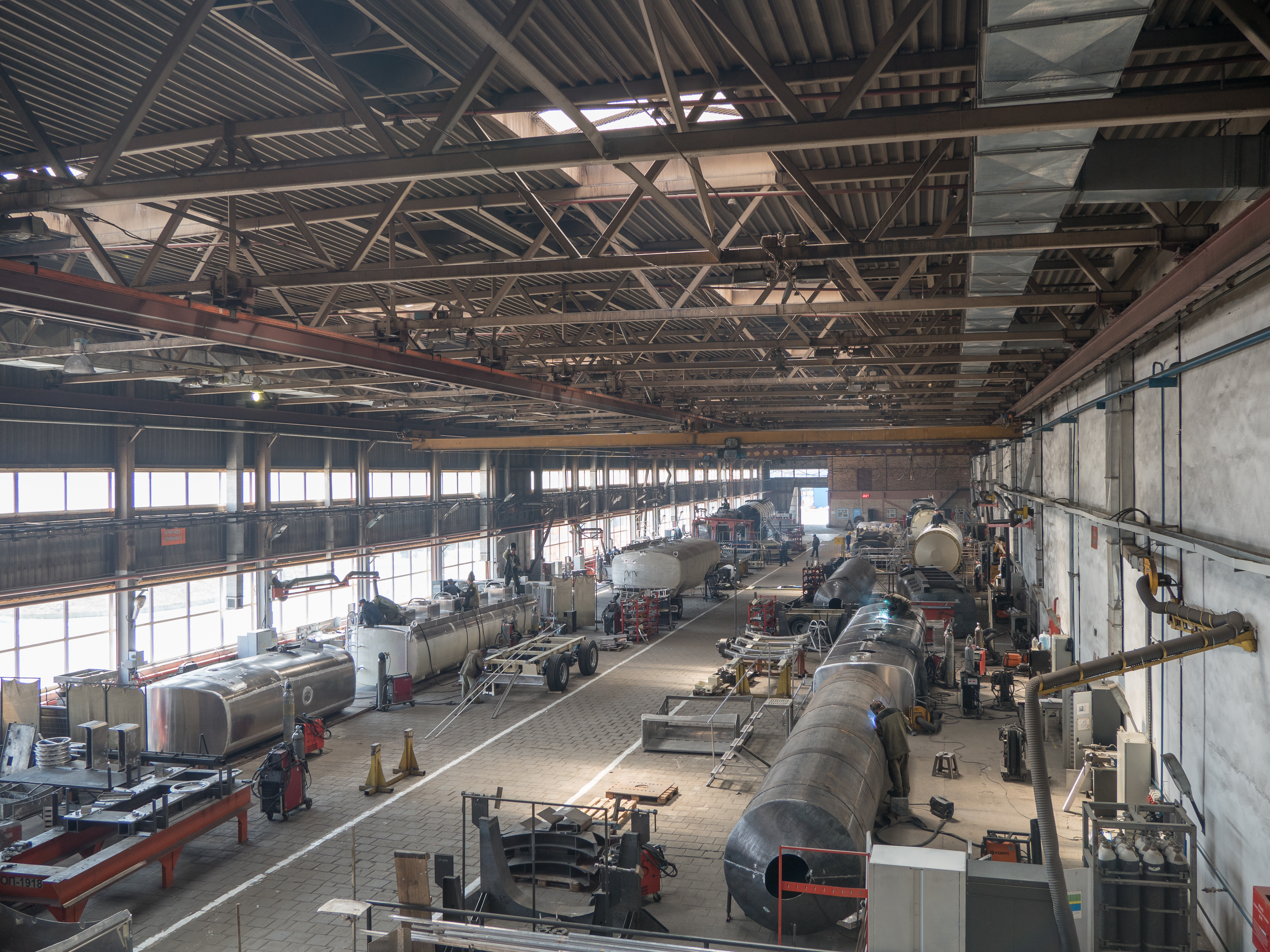
Вид цеха на заводе

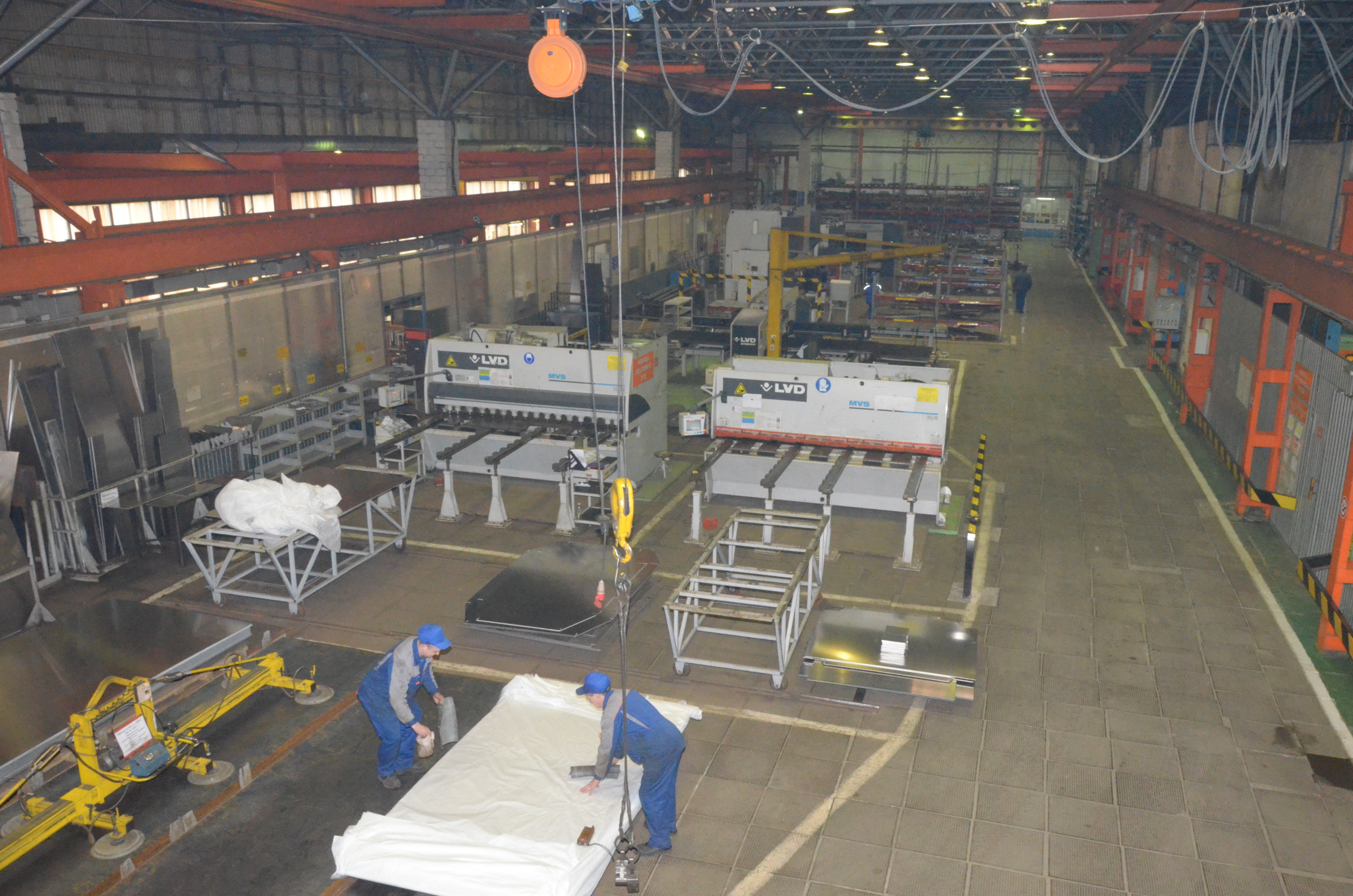
Интерьер цеха фабрики